# Paul Kleinschmidt

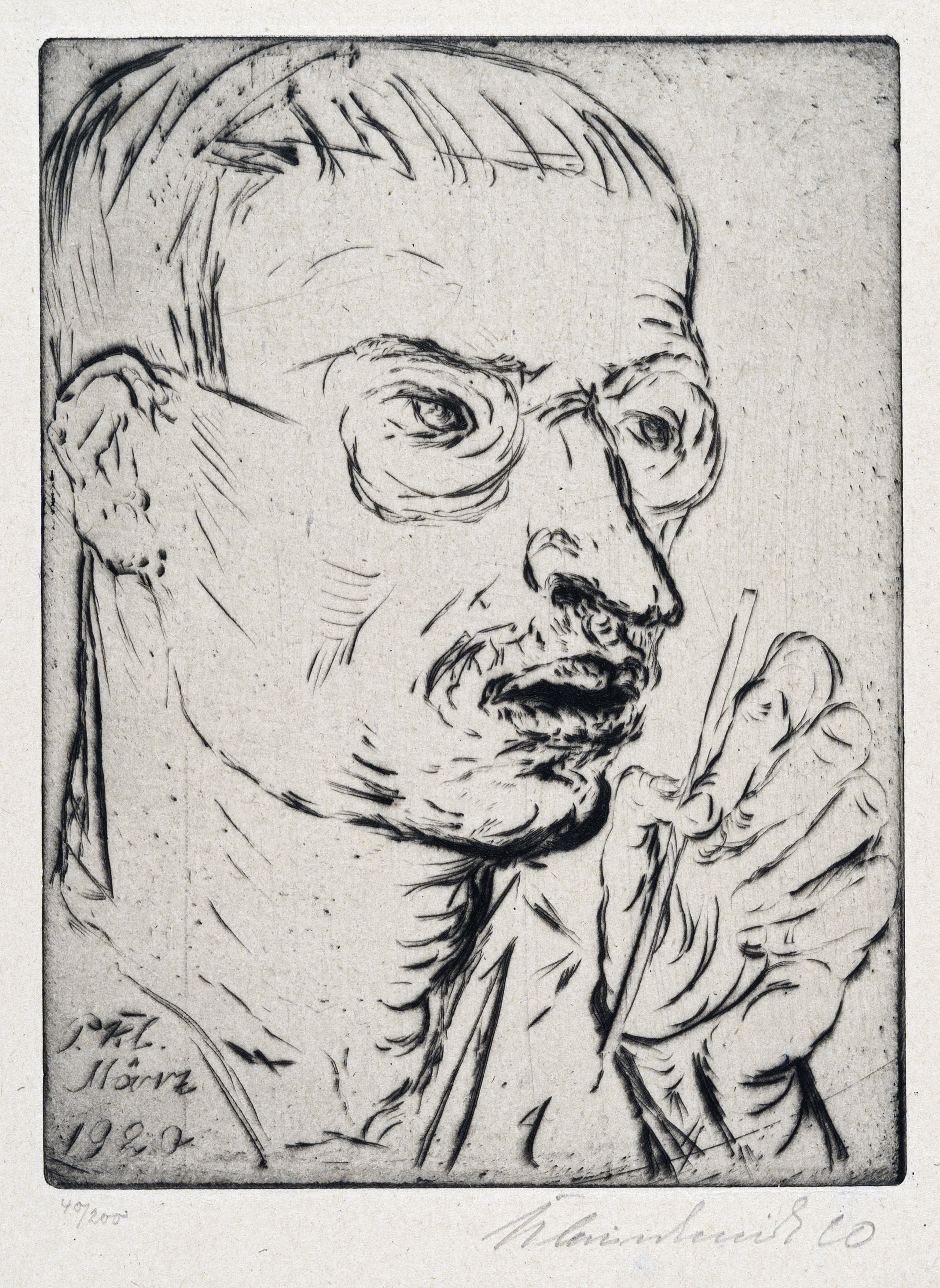
Paul Kleinschmidt: Selbstbildnis mit Stift, Radierung, 1920

Paul Kleinschmidt (* 31. Juli 1883 in Bublitz/Pommern; † 2. August 1949 in Bensheim) war ein deutscher Maler.

## Leben
Kleinschmidt stammte aus einer Künstlerfamilie. Der Vater war Direktor einer Wanderbühne, die Mutter Schauspielerin. Mit 19 Jahren entschied sich Sohn Paul für die Bildende Kunst. Von 1902 bis 1905 lernte er an der Künstler-Akademie in Berlin beim Historienmaler Anton von Werner, dann an der Künstler-Akademie in München bei Peter Halm und Heinrich von Zügel. Wieder in Berlin, pflegte er Freundschaft mit dem Maler Lovis Corinth. 1908 und 1911 beteiligte er sich an den Ausstellungen der Berliner Sezession.
1914 wurde Kleinschmidt in die Armee einberufen, aber wegen einer Gasvergiftung 1915 entlassen. In der Folgezeit verdiente er seinen Lebensunterhalt vornehmlich als Zeichenlehrer und Maschinenzeichner. Sein eigenes künstlerisches Wirken schränkte er dabei nicht ein, so dass zwischen 1915 und 1926 die meisten druckgraphischen Blätter und Illustrationsfolgen entstanden. 1923 gab es eine erste Kleinschmidt-Ausstellung im Euphorion-Verlag und 1925 bei dem Kunsthändler Fritz Gurlitt in Berlin.
1927/28 unternahm er Studienreisen nach Amsterdam und Südfrankreich. Ab 1927 stand er in Kontakt zu dem amerikanischen Kunstsammler Erich Cohn. Wohl unter dessen Einfluss beschäftigte sich Kleinschmidt vermehrt mit der Malerei und stellte 1933/34 in den USA aus; auch hielt er sich selbst einige Zeit in New York City auf.
Ab 1932 wohnte Kleinschmidt in Klingenstein bei Blaubeuren, dann in Ulm und schließlich in Ay bei Senden.
1937 wurde im Rahmen der deutschlandweiten konzertierten Aktion „Entartete Kunst“ eine bedeutende Zahl von Werken Waldschmidts aus öffentlichen Sammlungen beschlagnahmt. Davon wurden einige auf der Wanderausstellung Entartete Kunst vorgeführt, einige wurden zerstört, andere gingen „zur Verwertung“ in den Kunsthandel. Der Verbleib der meisten dieser Arbeiten ist ungeklärt. Einige wenige konnten nach 1945 sichergestellt werden. Wegen dieser Verfemung emigrierte Kleinschmidt 1936 in die Niederlande, hielt sich aber 1937 bis 1939 wieder in Südfrankreich auf. Von dort 1943 zwangsweise nach Deutschland zurückgekehrt, wohnte er in Bensheim an der Bergstraße, hatte allerdings Malverbot. 1945 verbrannte bei einem Bombenangriff sein gesamter Besitz. Er starb vier Jahre darauf verarmt in Bensheim an einem Herzleiden. Kleinschmidt hinterließ über 300 Zeichnungen und rund 430 Ölbilder.

## Würdigung

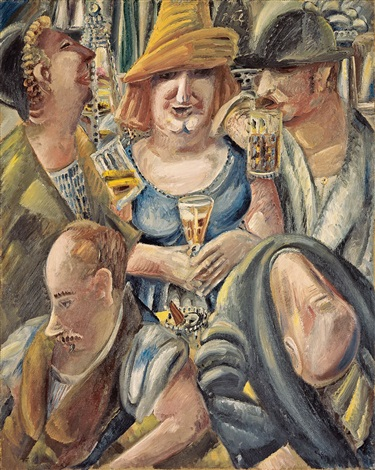
Betrunkene Gesellschaft (1927)

„Im Zentrum von Kleinschmidts Schaffen steht das Frauenbildnis; seine Kunst ist sozialkritisch angelegt, bleibt zum Menschen aber immer in respektvoller Distanz.“ (Buchheim, Expressionisten). Neben Figuren, Stillleben und Landschaften bevorzugte er Motive aus dem Großstadtleben Berlins, insbesondere die Welt des Theaters und des Varietés. Hierbei rezipierte er die Kunstrichtungen vom Expressionismus über Realismus bis zur sogenannten Neuen Sachlichkeit.
1968 und 1997 fanden in Tübingen, 1978 und 2003 in Ulm, 1983 in Stuttgart, 2004 in Würzburg sowie 2009 in Regensburg Kleinschmidt-Ausstellungen statt, 2011 in Senden. 2019 zeigte das Museum Bensheim eine Ausstellung mit bislang nie gezeigten Tuschezeichnungen zu Kleinschmidts 70. Todestag.
2025 zeigt das Ernst Barlach Haus in Hamburg unter dem Titel Prachtstücke 40 Ölgemälde von ihm.

## Öffentliche Sammlungen und Museen, aus denen Werke Kleinschmidts 1937 als „entartet“ nachweislich beschlagnahmt wurden
- Berlin: Kronprinzenpalais der Nationalgalerie
- Berlin: Kupferstichkabinett
- Chemnitz: Städtische Kunstsammlung
- Dessau: Anhaltinische Gemäldegalerie
- Frankfurt/Main: Städelsches Kunstinstitut
- Hannover: Provinzial-Museum
- Leipzig: Museum der bildenden Künste
- Magdeburg: Kaiser-Friedrich-Museum
- Mannheim: Städtische Kunsthalle
- Stuttgart: Württembergische Staatsgalerie